# Родінг-веллі (станція метро)
51°37′01″ пн. ш. 0°02′38″ сх. д. / 51.616944° пн. ш. 0.043889° сх. д.
Родінг-веллі (англ. Roding Valley) — станція Центральної лінії Лондонського метрополітену. Станція знаходиться у Бакгерст-Гілл, Еппінг-Форест, Ессекс, у 4-й тарифній зоні, на петлі Гаїнолт між метростанціями — Вудфорд та Чигвелл. В 2018 році пасажирообіг станції — 0.28 млн пасажирів
Конструкція станції — наземна відкрита з двома береговими платформами на дузі.

## Історія
- 1 травня 1903: початок трафіку Great Eastern Railway[en][3]
- 3 лютого 1936: відкриття станції у складі London and North Eastern Railway[en]
- 29 листопада 1947: закриття станції у складі London and North Eastern Railway[en].[3]
- 21 листопада 1948: відкриття станції у складі Центральної лінії.[3]

## Пересадки
На автобуси London Buses маршруту 549

## Послуги
| Попередня станція | Лінія | Лінія                                           | Лінія | Наступна станція |
| ----------------- | ----- | ----------------------------------------------- | ----- | ---------------- |
| Вудфорд           |       | Лондонське метро Центральна лінія петля Гаїнолт |       | Чигвелл          |